# The Howling (novela)
The Howling (en español: El aullido) es una novela de terror y de monstruos publicada en 1977 y escrita por el escritor estadounidense Gary Brandner, que aborda la temática de los hombres lobo. La trama del libro sigue a una mujer casada que, tras sufrir una crisis nerviosa después de ser atacada por un acosador que la dejó violada y con un aborto espontáneo, se muda con su esposo a un pueblo montañoso en California, sin darse cuenta de que está habitado por hombres lobo.

## Adaptaciones
El libro ha recibido adaptaciones cinematográficas.
- En 1981, fue estrenada como una película llevada al cine dirigida por Joe Dante, aunque carece de elementos de la trama del libro original.[3][4]
- La cuarta película de la serie, Howling IV: The Original Nightmare,[5][6] dirigida por John Hough y estrenada en 1988, se considera una adaptación más cercana y fiel a la obra original, aunque difiere en algunas partes de la película.
- En mayo de 2015, una productora recién formada compró los derechos de la película de 1981 y estaba trabajando en una nueva versión de la novela.[7] En 2020, Andrés Muschietti (director de It) fue contratado para dirigir la nueva versión para la cadena de streaming Netflix.[8]

Una serie de cómics titulada The Howling: Revenge of the Werewolf Queen comenzó a publicarse en mayo de 2017, actuando como una secuela directa de la película de 1981 e ignorando las secuelas cinematográficas.